# Блуждаещ огън
„Блуждаещ огън“ (на френски: Le feu follet) е френски филм от 1963 година, драма на режисьора Луи Мал.

## Сюжет
Ален Лерой е алкохолик, който страда от депресия и се възстановява в клиника за рехабилитация във Версай. Той възнамерява да се самоубие, но първо решава да посети приятелите си в Париж за последен път, опитвайки се да намери причина да живее.
Ясният контраст и привидно безсмислената природа на буржоазното съществуване на неговите приятели само привеждат Лерой в състояние на още по-голямо противоречие с неговото отсъствие на смисъл в живота, възприеман от него. Без много фанфари, той се връща у дома и се самоубива, след като е пътувал и се е опитвал да намери отговор или смисъл, но разбирането, че всичко, което може да намери, е по-сложно и по-интензивно, когато става въпрос за неговото състояние. Дали животът си заслужава да се живее повече.

## В ролите
| Изпълнител        | Роля              |
| ----------------- | ----------------- |
| Морис Роне        | Ален Леруа        |
| Жана Моро         | Ева               |
| Бернар Ноел       | Дюбур             |
| Лена Скерла       | Лидия             |
| Александра Стюарт | Соланж            |
| Бернар Тифан      | Милу              |
| Жан-Пол Мулино    | Доктор ла Барбине |
| Юбер Дешамп       | д’Аверсо          |
| Урсула Кюблер     | Фани              |